# Oberförsterei Oedelsheim
Oberförsterei Oedelsheim ist eine unbewohnte Waldgemarkung der Gemeinde Wesertal, Landkreis Kassel, Hessen. Diese Art einer unbewohnten Gemarkung innerhalb einer Gemeinde ist in Hessen eine seltene Konstruktion. Früher waren Waldgemarkungen wie etwa Mitteldick in Südhessen häufiger, sie wurden aber in zurückliegender Zeit nach und nach aufgelöst. In der Regel sind die noch vorhandenen Waldgemarkungen in Hessen als Gemeindefreie Gebiete wie der nahegelegene Gutsbezirk Reinhardswald zu Forstgutsbezirken zusammengefasst.

## Geographische Lage
Die Waldgemarkung Oberförsterei Oedelsheim liegt im äußersten Norden von Nordhessen rechts und östlich der Oberweser im südwestlichen hessischen Teil des als Kuppiger Solling bekannten Berglands, das als Südausläufer des Solling das Uslarer Becken umgibt. Sie ist benannt nach dem Dorf Oedelsheim am Weserufer, dessen Feldgemarkung landseitig von der Gemarkung der Oberförsterei im Norden, Osten und Süden vollständig umrahmt wird. Den Nordteil der Waldgemarkung nimmt der Kipping ein, der eine Höhe von 344,1 m ü. NN erreicht. Im Süden, auf der Grenze zum niedersächsischen Fürstenhagen, gipfelt der Schiffberg in einer Höhe von 377,4 m ü. NN. Die Gemarkung hat eine Fläche von 1759,75 Hektar und trägt die Nummer 061563; in ihr sind so gut wie alle östlich der Weser gelegenen Waldgebiete der hessischen Gemeinde Wesertal zusammengefasst. Sie werden hauptsächlich bewirtschaftet von der Revierförsterei Oedelsheim des Forstamtes Reinhardshagen; ein kleiner Teil im Nordwesten ist der Revierförsterei Karlshafen zugeordnet. In der Gemarkung gibt es seit 2021 Planungen für einen Windpark.

## Geschichte
Aus einem Plan der Beschreibung der Werderischen Gehöltze von 1559 mit Einzeichnung der strittigen Grenze mit Grenzsteinen ergibt sich, dass das gesamte in der Neuzeit hessische Gebiet rechts und östlich der Oberweser seit damals von Gieselwerder beansprucht worden war. Allerdings war das Waldgebiet in historischer Zeit kleiner als heute zugunsten von Rodungsflächen für mehrere Waldglashütten und für die inzwischen als Wüstungen abgegangenen Dörfer Elwertshausen, Elveringhausen, Gerwartshausen, Rappenhagen und Wicbike.
Die Gemarkung Oberförsterei Oedelsheim wurde nach dem Stand von 1961 zum Gemeindegebiet der früheren Gemeinde Oedelsheim hinzugerechnet, ist aber nach dem Wortlaut der Hauptsatzung der Gemeinde Wesertal nicht Teil des Ortsbezirks Oedelsheim, da dieser ausdrücklich nur die Gemarkung Oedelsheim und nicht die frühere Gemeinde Oedelsheim umfasst.